# Daniela (telenovela, 2002)
 (juillet 2018).
Si vous disposez d'ouvrages ou d'articles de référence ou si vous connaissez des sites web de qualité traitant du thème abordé ici, merci de compléter l'article en donnant les références utiles à sa vérifiabilité et en les liant à la section « Notes et références ».
Pour les articles homonymes, voir Daniela.
Daniela est une telenovela américano-mexicaine diffusée entre le 6 mai 2002 et le 18 octobre 2002 sur Telemundo.

## Synopsis
Une belle jeune femme rêve d'être danseuse et de trouver le véritable amour, mais le destin lui prend sa mère. Devenue orpheline de mère, elle est contrainte et forcé d'aller rejoindre la capitale pour vivre avec son père, Poncho et son épouse Enriqueta. Depuis son arrivée chez son père, Daniela rejette sa belle-mère parce qu'elle est la femme pour elle responsable de l'infidélité de son père envers sa mère défunte. Sa demi-sœur, Marylin, ne voit pas d'un bon œil, l'arrivée de Daniela à la maison. Mais Daniela est bien reçue par sa grand-mère Chelito et son frère Roger, un garçon devenu fille, qui revient du Brésil transformé en Renata, ce qui génère un scandale dans le quartier. Renata a triomphé au Brésil en tant que star et aide Daniela à devenir une danseuse professionnelle. Daniela lutte pour réaliser son objectif alors que l'amour se concentre autour d'elle entre deux jeunes hommes : Andrés Miranda, noble, sensible mais pauvre et Mauricio Lavalle, millionnaire, séduisant et passionné. Ces deux jeunes hommes vont se battre jusqu'à la mort pour l'amour de Daniela en devenant ennemis mais sans connaître un terrible secret qui pourrait tout changer.

## Distribution
- Litzy : Daniela Gamboa
- Rodrigo de la Rosa : Mauricio Lavalle Abascal
- Osvaldo Benavides : Andrés Miranda
- Ximena Rubio : Paola Arango
- Roberto Escobar : Armando Vogue Humboldt
- Alexandra de la Mora : Roger Gamboa / Renata Vogel
- Elvira Monsell : Isabel Miranda
- Martha Zamora : Enriqueta "Queta" Montijo de Gamboa
- René Gatica : Alfonso Gamboa
- Pilar Ixquic Mata : Laura de Arango
- Marco Treviño : Osvaldo Lavalle
- Tara Parra : Consuelo "Chelito" Gamboa
- Rocío Verdejo : Claudia La Parra
- Rodrigo Oviedo : Rafael "Rafa" Valdez Torres
- Virgilio García : Fabián Gamboa
- Elizabeth Guindi : Regina Abascal de Lavalle
- Teresa Tuccio : Gabriela Arango
- Luis Cárdenas : Federico Arango
- Magali Boyselle : María Elena "La Nena" Valdez Torres
- Socorro de la Campa : Doña Julia Torres Vda. de Valdez
- Masha Kostiurina : María de la Luz "Marilyn" Gamboa Montijo
- Gustavo Navarro : Larry Campbell
- Alma Frether : Camila Lavalle Abascal
- Marco Perez de Alba : Lucho
- Katalina Krueger : Asunción Farell
- Griselda Contreras : Amalia Duque
- Alfredo Anhert : Carlos
- Armando Pascual : Rómulo
- Ludyvina Velarde : Anastacia Sánchez Bukowski / Celestina Pérez-Sibar
- María Elena Olivares : Nilda Morelos
- Luis Yeverino : Docteur Bizcocho
- Lucha Moreno :

## Autres versions
- La rica Vicky (1997) / Avec comme protagoniste Virna Flores et Ismael La Rosa.
- Belinda (2004) / Avec comme protagoniste Mariana Torres et Leonardo Garcia.

### Sources
- (es) Cet article est partiellement ou en totalité issu de l’article de Wikipédia en espagnol intitulé « Daniela (telenovela) » (voir la liste des auteurs).